# Alan Bród
Alan Bród (ur. 9 sierpnia 2004) – polski piłkarz występujący na pozycji pomocnika. Zawodnik GKS Katowice, z którym związany jest od czasów juniorskich. Swoje pierwsze piłkarskie kroki stawiał w MUKP Dąbrowa Górnicza. Mierzy 178 cm wzrostu i waży 70 kg.